# Stech-Wacholder

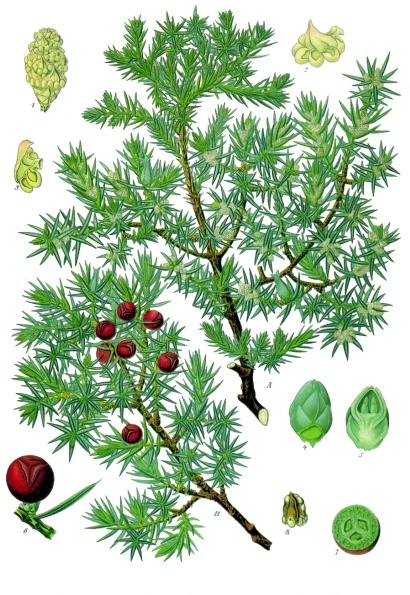
Stech-Wacholder (Juniperus oxycedrus) nach Köhler, 1897.

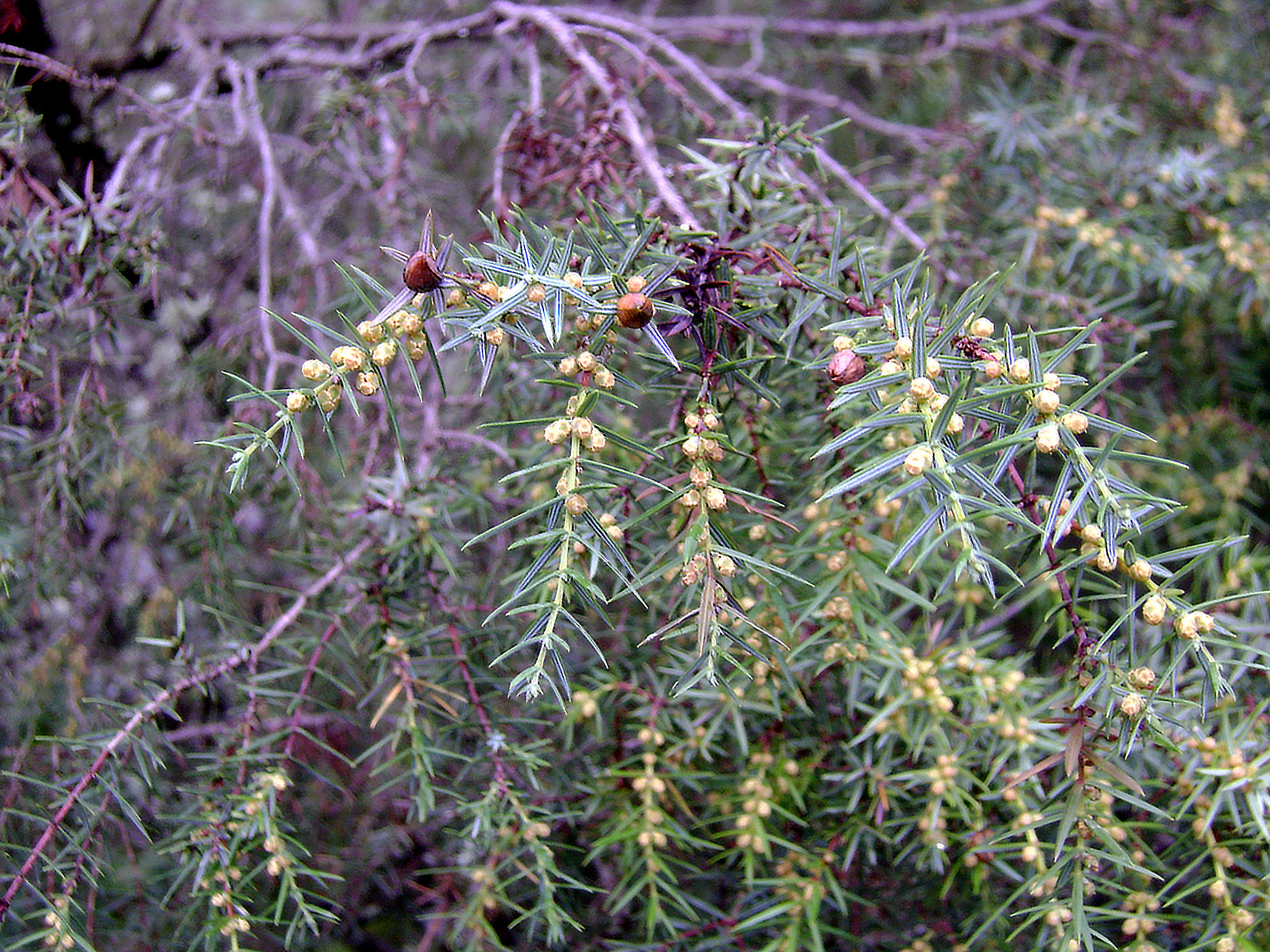
Juniperus oxycedrus subsp. badia in der spanischen Sierra Madrona mit unreifen Zapfen

Der Stech-Wacholder (Juniperus oxycedrus) ist eine Pflanzenart aus der Familie der Zypressengewächse (Cupressaceae). Er wird auch teilweise Zedern-Wacholder genannt, nicht zu verwechseln mit dem makaronesischen Zedern-Wacholder  (Juniperus cedrus).

## Beschreibung
Der Stech-Wacholder wächst als Strauch oder kleiner Baum und erreicht Wuchshöhen von 1 bis 8 Meter, in Ausnahmefällen auch bis 14 Meter. Die Baumkrone wächst rundlich bis unregelmäßig kegelförmig. Die Borke ist grau bis rotbraun und längsstreifig. Die Äste stehen aufsteigend bis waagrecht ab. Die Zweige sind im Querschnitt beinahe dreikantig. Die nadelförmigen Blätter stehen in dreireihigen Wirteln und von den Zweigen ab. Sie sind stechend zugespitzt und werden 11 bis 20 mm lang. Auf der Oberseite befinden sich zwei weißliche Streifen (Spaltöffnungsbänder).
Der Stech-Wacholder ist zweihäusig getrenntgeschlechtig (diözisch). Die Blütezeit reicht von April bis Mai. Die unscheinbaren männlichen Blüten stehen einzeln in den Blattachseln. Die im zweiten Jahr reifenden beerenförmigen Zapfen sind kugelförmig und enthalten zwei bis vier, meist aber drei Samen.
Im Gegensatz zu den orangefarbenen oder rötlichbraunen Zapfen mit einem Durchmesser von 6 bis 13 mm der Unterart Juniperus oxycedrus subsp. oxycedrus färben sich die Zapfen der zweiten Unterart Juniperus oxycedrus subsp. badia im reifen Zustand purpurrötlich-braun und weisen einen Durchmesser von 10 bis 13 mm auf; außerdem nehmen die Endzweige der letztgenannten Unterart eine hängende, nach unten gerichtete Stellung ein.

## Vorkommen
Der Stech-Wacholder kommt im Mittelmeerraum westlich von Italien vor. Die früher unter dieser Art angegebenen Bestände ostwärts von Italien bis Iran und zum Kaukasus werden der neuen Art Juniperus deltoides zugeordnet. Die Varietät Juniperus oxycedrus var. badia ist im Südwesten Europas und zwar im östlichen Portugal und zentralen Spanien verbreitet. Weitere Vorkommen gibt es in Nordafrika im nördlichen Algerien.
Als Standort bevorzugt Juniperus oxycedrus Macchien und Wälder bis in die Gebirge auf trockenen bis frischen, nährstoffreichen, sandigen bis feinkiesigen Böden, die schwach sauer bis stark alkalisch sein können. Er wächst an sonnig-heißen Standorten und ist frostempfindlich.

Verbreitung des Stech-Wacholders Natürliche Verbreitung× Isolierte Populationen
[6]

## Gefährdung und Schutzmaßnahmen
Juniperus oxycedrus wird von der Weltnaturschutzunion IUCN in der Roten Liste gefährdeter Arten als nicht gefährdet („Least Concern“) bewertet.
Die europäische Union schützt in der Fauna-Flora-Habitat-Richtlinie Nr. 92/43/EWG in der aktualisierten Fassung vom 1. Januar 2007  in Anhang I alle  Wacholderarten des Lebensraumtyps  „Baumförmige Matorrals“ als natürliche Lebensraumtypen  von gemeinschaftlichem Interesse, für deren Erhaltung besondere Schutzgebiete ausgewiesen werden müssen.

## Systematik
Juniperus oxycedrus wurde 1753 von Carl von Linné in Species Plantarum erstveröffentlicht.
Nach Euro+Med gehören hierher vier Unterarten:
- Juniperus oxycedrus L. subsp. oxycedrus
- Juniperus oxycedrus subsp. badia (H. Gay) Debeaux (Syn.: Juniperus badia H. Gay, Juniperus oxycedrus var. badia H. Gay[4]) kommt in Spanien, Portugal und Algerien vor.[10]
- Großfrüchtiger Wacholder (Juniperus oxycedrus subsp. macrocarpa (Sm.) Ball, Syn.: Juniperus macrocarpa Sm.)
- Juniperus oxycedrus subsp. transtagana Franco (Syn.: Juniperus navicularis Gand.) kommt in Portugal und Spanien vor.[10]

Nach Adams gibt es nur zwei Unterarten, Juniperus oxycedrus subsp. badia und Juniperus oxycedrus subsp. oxycedrus. Die beiden anderen werden als eigenständige Arten eingestuft: Juniperus oxycedrus subsp. macrocarpa als Juniperus macrocarpa und Juniperus oxycedrus subsp. transtagana als Juniperus navicularis Gand.
Die Bestände von Juniperus oxycedrus L. subsp. oxycedrus in Italien und ostwärts wurden durch Robert P.Adams als kryptische Art Juniperus deltoides R.P.Adams ausgegliedert.

## Ökologie

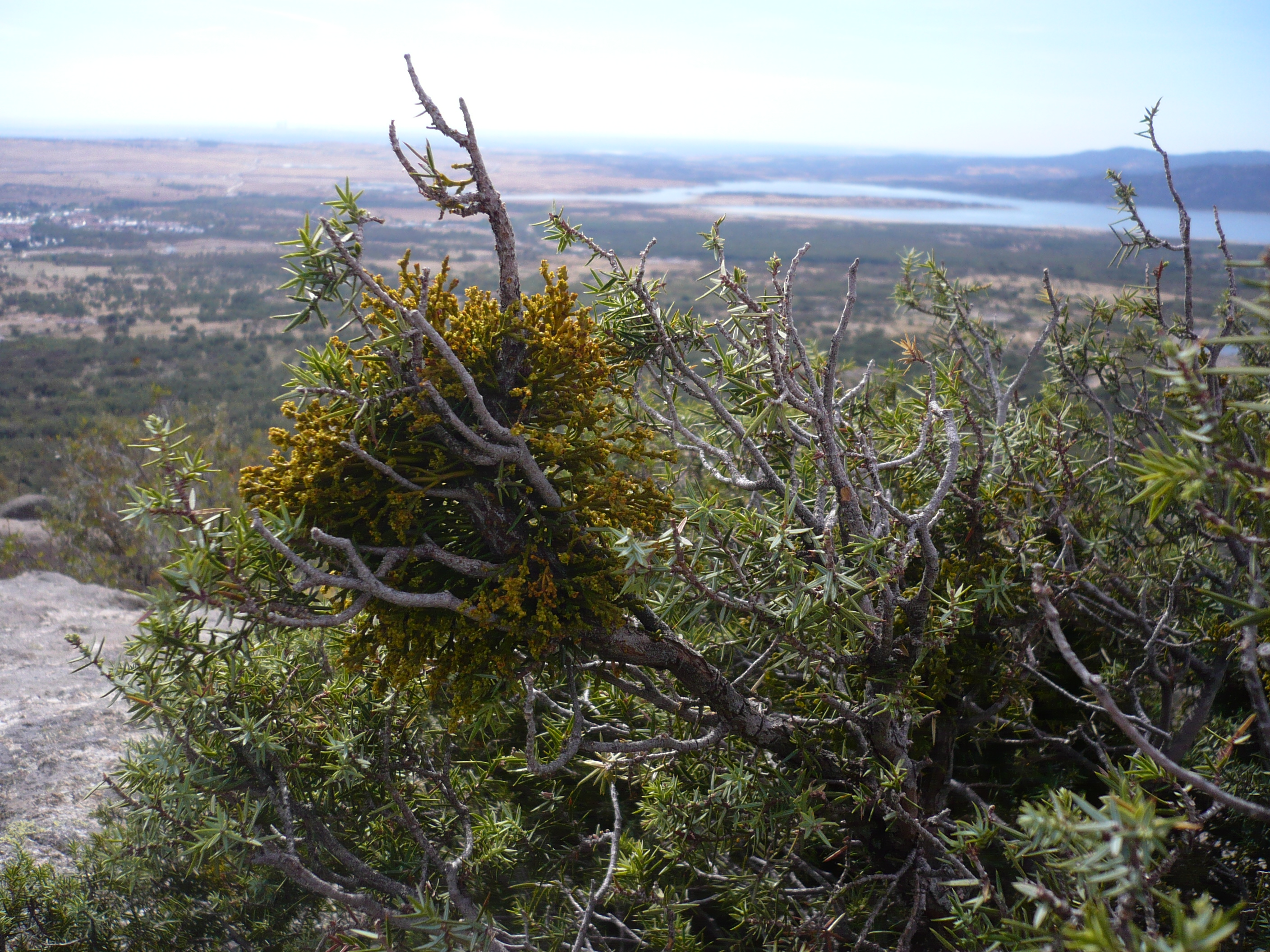
Arceuthobium oxycedri an Juniperus oxycedrus

Juniperus oxycedrus ist Wirtspflanze von Arceuthobium oxycedri.

## Nachweise